# Solbiate con Cagno
Solbiate con Cagno (Sulbiaa e Cagn in dialetto comasco, AFI: /sulˈbjaː/ e /ˈkaɲ/) è un comune italiano sparso di 4 642 abitanti della provincia di Como in Lombardia. È stato istituito il 1º gennaio 2019 dalla fusione dei comuni di Solbiate e di Cagno, entrambi appartenenti all'area dell'Alto Olgiatese.

## Storia
La proposta di fusione dei comuni di Solbiate e Cagno venne approvata il 10 giugno 2018 da un referendum popolare.
La nascita del nuovo Comune di Solbiate con Cagno è stata ufficialmente istituita con legge regionale n. 21 del 6 dicembre 2018, pubblicata sul Bollettino Ufficiale della Regione Lombardia il 10 dicembre 2018, entrata in vigore il 1º gennaio 2019.

### Simboli
Al momento della sua creazione il comune aveva adottato uno stemma provvisorio che univa gli elementi presenti nei precedenti stemmi di Solbiate e di Cagno.
Con il sondaggio del 22 ottobre 2022, i cittadini del comune si sono espressi su tre modelli grafici, dando la preferenza alla proposta che comprendeva anche il simbolo della frazione di Concagno: un gatto seduto., approvato dal consiglio comunale il 22 novembre 2022. Lo stemma, il gonfalone e la bandiera del nuovo comune di Solbiate con Cagno sono stati quindi concessi con decreto del Presidente della Repubblica del 23 marzo 2023.
La blasonatura ufficiale come da decreto è la seguente:
Gonfalone: drappo di bianco.
Bandiera: drappo di bianco.»

## Società

### Evoluzione demografica
Abitanti censiti

## Geografia antropica
Il comune di Solbiate con Cagno comprende i centri abitati di Cagno, Concagno e Solbiate (sede comunale), e le località di Brughiera, Casale Casa Rossa, Cascina Paradiso e Cascina Piella.

## Infrastrutture e trasporti

### Ferrovie
Dal 1885 al 1966 era in funzione la Ferrovia Como-Varese delle Ferrovie Nord Milano, a scartamento ordinario e nella frazione di Solbiate aveva la sua stazione ferroviaria insieme con il comune di Albiolo. Nel 1948 la ferrovia venne elettrificata e nel 1966 venne soppressa definitivamente.

### Autobus
Le tre frazioni sono servite dagli autobus delle Ferrovie Nord Milano (FNM Autoservizi) con la linea C76 (Tradate-Olgiate Comasco) e la linea C77 (Como-Varese).

## Amministrazione
| Periodo         | Periodo        | Primo cittadino | Partito                                     | Carica                  | Note   |
| --------------- | -------------- | --------------- | ------------------------------------------- | ----------------------- | ------ |
| 1º gennaio 2019 | 26 maggio 2019 | Eva Iaione      | -                                           | Commissario prefettizio | [ 14 ] |
| 27 maggio 2019  | 9 giugno 2024  | Federico Broggi | lista civica Insieme per Solbiate con Cagno | Sindaco                 | [ 14 ] |
| 9 giugno 2024   | in carica      | Federico Broggi | lista civica Insieme per Solbiate con Cagno | Sindaco                 | [ 14 ] |

### Esplicative
1. ↑  Per il dialetto comasco, si utilizza l'ortografia ticinese, introdotta a partire dal 1969 dall'associazione culturale Famiglia Comasca nei vocabolari, nei documenti e nella produzione letteraria.

### Bibliografiche
1. 1 2   Bilancio demografico mensile anno 2025 (dati provvisori), su demo.istat.it, ISTAT.
2. ↑   Classificazione sismica (XLS), su rischi.protezionecivile.gov.it.
3. ↑   Tabella dei gradi/giorno dei Comuni italiani raggruppati per Regione e Provincia (PDF), in Legge 26 agosto 1993, n. 412, allegato A, Agenzia nazionale per le nuove tecnologie, l'energia e lo sviluppo economico sostenibile, 1º marzo 2011,  p. 151. URL consultato il 25 aprile 2012 (archiviato dall'url originale il 1º gennaio 2017).
4. ↑   AA. VV., Dizionario di toponomastica. Storia e significato dei nomi geografici italiani, Milano, Garzanti.
5. ↑   Nasce Solbiate con Cagno. Stravince il sì alla fusione, in La Provincia, Como, 11 giugno 2018.
6. ↑   Legge Regionale 6 dicembre 2018 , n. 21 - Istituzione del comune di Solbiate con Cagno mediante fusione dei comuni di Solbiate e Cagno, in provincia di Como, su Banca dati delle leggi regionali, Regione Lombardia.
7. ↑  Semipartito troncato, con la fascia diminuita d'argento sulla troncatura: il primo, di azzurro, al sole d'oro; il secondo, di rosso, alle cinque spighe di grano d'oro, impugnate, legate di verde; il terzo, di rosso, all'elmo d'argento, con pennacchio d'azzurro.
8. ↑   Il sondaggio cittadino per la scelta dello stemma di Solbiate con Cagno, su araldicacivica.it.
9. ↑   Comune di Solbiate con Cagno, su comune.solbiateconcagno.co.it.
10. ↑   Solbiate con Cagno, su araldicacivica.it. URL consultato il 22 luglio 2023.
11. ↑   Comune di Solbiate con Cagno – (CO), su araldicacivica.it.
12. ↑  Statistiche I.Stat ISTAT URL consultato in data 28 dicembre 2012.
Nota bene: il dato del 2021 si riferisce al dato del censimento permanente al 31 dicembre di quell'anno. Fonte:  Popolazione residente per territorio - serie storica, su esploradati.censimentopopolazione.istat.it.
13. ↑   Popolazione residente per sesso - Como (dettaglio loc. abitate) - Censimento 2001, su dawinci.istat.it. URL consultato l'11 giugno 2018 (archiviato dall'url originale il 12 giugno 2018).
14. 1 2 3   Anagrafe degli Amministratori Locali e Regionali, su amministratori.interno.gov.it. URL consultato il 15 maggio 2021 (archiviato dall'url originale il 19 aprile 2021).